# 3090 Tjossem
3090 Tjossem eller 1982 AN är en asteroid i huvudbältet som upptäcktes den 4 januari 1982 av den amerikanska astronomen James B. Gibson vid Palomar-observatoriet. Den har fått sitt namn efter vänner till upptäckaren.
Asteroiden har en diameter på ungefär 14 kilometer och den tillhör asteroidgruppen Veritas.